# Pontificaat
Een pontificaat is zowel het ambt als de ambtsperiode van een priester of hogepriester, meestal in verbinding met de uitoefening van wereldlijke politieke macht.
Het woord is afgeleid van het Latijnse woord pontifex (letterlijk vertaald bruggenbouwer, nl. tussen de mens en hogere machten, priester), en dan met name van de pontifex maximus, de Romeinse hogepriester, die in het heidense Rome een zeer belangrijke -vaak ook politieke- rol in het openbare leven vervulde.
Na de val van het Romeinse Rijk nam de paus de titel over en vanaf die tijd wordt het woord vooral voor de regeringsperiode van de leider van de Kerkelijke Staat gebruikt. De regeringstijd van de bisschoppen wordt analoog pontificaat genoemd. Indien de mis wordt gecelebreerd door een bisschop, spreekt men van pontificeren, men noemt deze mis dan ook wel een pontificale mis. De liturgie van een gepontificeerde mis wijkt licht af van de gecelebreerde niet-bisschoppelijke mis en vindt men terug in het Pontificale Romanum.
Men kan het woord echter ook met goed recht voor de kerkvorsten van bijvoorbeeld de Koptische Kerk gebruiken. Ook voor de machtige, regerende hogepriesters van Amon, die lange tijd de politieke macht over het zuiden van het Oude Egypte uitoefenden, wordt het woord wel gebruikt.